# Ajá
Ajá pertenece al Panteón Yoruba, como un Orisha menor de la Religión Yoruba.
Orisha de los torbellinos es el patrón de la selva, los animales dentro de él y curandero que utiliza el secreto de las hierbas.
Ajá no se asienta como un Orisha tutelar.

## Creencias
Ajá fue la esposa de Olokun el Orisha del océano y por consiguiente la madre Yemayá.
Cuentan que si alguien es llevado por Ajá, a la tierra de los muertos o de los cielos (Orun) en un viaje que tendría una duración de entre 7 días y 3 meses cuando regrese se convierte en un poderoso jujuman o babalawo.
Ajá es temida y conocida por ser de carácter prepotente y siempre estar discutiendo, muy común hasta principios del siglo XX, pero por alguna razón ya no se conocen tan ampliamente que probablemente fue reemplazado por Inle y por Osain.

## Otros usos conocidos al nombre de Ajá
Se utiliza en la religión Yoruba como manojo de varillas de palma de coco o de corojo y adornada con caracoles que en la ceremonia se usa como escoba o sacudidor. También: agua, güiro. Se dice ajá preferentemente a la escoba de Babalu Aye (San Lázaro).